# Korrigans
Pour les articles homonymes, voir Korrigan (homonymie).
Korrigans est une série de bande dessinée d'heroic fantasy française écrite par Thomas Mosdi et dessinée et coloriée par Emmanuel Civiello. Ses quatre volumes ont été publiés entre 2000 et 2007 dans la collection « Terres de légendes » des Éditions Delcourt.
Cette série a été traduite en italien.

## Synopsis
En 1100, en Irlande, dans la province d'Ulster, une petite fille, Luaine, et sa famille voyagent sous la pluie lors de la nuit de Samain. Tout  à coup, un groupe de Cluricaunes attaque la carriole. Luaine est sauvée par deux Korrigans, alors que sa mère et son grand-père sont entraînés dans le royaume fantastique de ces créatures, pour être livrés à Balor, incarnation du mal, dans "L'autre Monde".
Luaine est à son tour amenée dans le royaume magique par son sauveur, ce qui va avoir de lourdes conséquences pour le petit peuple.

## Analyse
- Si vous ne connaissez pas le sujet, laissez ce bandeau (vous pouvez alors contacter les auteurs).
- Si vous supprimez le contenu mis en cause (vous pouvez préalablement contacter les auteurs),

argumentez précisément cette suppression dans la page de discussion
(un manque de référence n'est pas un argument ; une recherche réelle de référence doit avoir été effectuée, être formellement documentée).
Elle représente un tournant pour le dessinateur, Emmanuel Civiello, car c'est avec Korrigans qu'il a commencé à collaborer avec un scénariste. Depuis lors, il a toujours fait appel à un scénariste pour l'aider à réaliser ses ouvrages.
Korrigans s'achèvera au quatrième tome. Un autre cycle verra peut-être le jour... mais dans un avenir hypothétique.

## Les personnages
- Luaine : Petite fille aux cheveux roux
- Eolas : Korrigan à l'air sérieux, mais d'un grand cœur.
- Emer : Korrigan jovial mais réservé, il prouvera qu'il sait garder son sang-froid dans les situations périlleuses...
- Deirdré : La reine des Korrigans, bienveillante et sage. Vêtue de rouge, d'une longue robe ample sur laquelle viennent se poser quelques entrelacs dorés à l'or fin...
- Med Maeb : Fille de Balor et d'une noble dame Tuatha de Danann, du nom de Talom.
- Abacc : Chef des bandits qui ont enlevé Luaine. Il fait partie du clan de la forêt ténébreuse !
- Balor : L'œil mauvais, il est le souverain de la race des Formorii. Dans la guerre qui l'oppose aux Thuata, il laisse la direction de ses armées à ses fils, car une malédiction l'empêche de quitter l'île où se dresse son château.
- Stagar : Fils aîné de Balor. Son casque est orné d'un rubis qui lui permet de voir les choses que voie son faucon. Il est le principal chef des armées Formorii.
- Astur : Dernier fils de Balor. Le plus fou des trois frères. Il se déplace sur un cheval zombie.
- Turmac : Deuxième fils de Balor, il a la capacité d'invoquer des créatures et chevauche un dragon zombie.

## Albums
- Korrigans, Delcourt, coll. « Terres de légendes » :

1. Les Enfants de la nuit, 2000  (ISBN 2840554119)[2],[3].
2. Guerriers de ténèbres, 2004  (ISBN 2847890971).
3. Le Peuple de Dana, 2006  (ISBN 2756003395)[4],[5],[6].
4. Le Seigneur du Chaos, 2007  (ISBN 9782756004891)[7],[8].

- Korrigans (Intégrale), Delcourt, coll. « Long Métrage », 2012  (ISBN 9782756030050).